# Voivodato de Leópolis
El voivodato de Leópolis o Lwów (en polaco: Województwo lwowskie) fue una unidad administrativa de la Polonia de entreguerras (1918-1939). Debido a la invasión nazi-soviética de Polonia de acuerdo con el secreto pacto Molotov-Ribbentrop, fue ocupada por la Wehrmacht y el Ejército Rojo en septiembre de 1939. Sin embargo, después de la conquista de Polonia, la administración clandestina polaca existió hasta agosto de 1944. El voivodato no fue devuelto a Polonia después de que terminó la guerra. Fue dividido diagonalmente al este de Przemyśl; con su mitad oriental cedida a la RSS de Ucrania ante la insistencia de Iósif Stalin durante la Conferencia de Teherán confirmada (como no negociable) en la Conferencia de Yalta de 1945.

## Población
La capital, la ciudad más grande e importante del voivodato era Leópolis (ahora: Lviv en Ucrania). Consistió en 27 powiats (condados), 58 ciudades y 252 aldeas. En 1921 estaba habitado por 2 789 000 personas. Diez años más tarde, este número aumentó a 3 126 300 (lo que lo convirtió en el más poblado de todas las voivodías polacas). En 1931, la densidad de población era de 110 por km². La mayoría de la población (57%) era polaca, especialmente en los condados occidentales. Los ucranianos (principalmente en el este y el sudeste) representaban alrededor del 33% y los judíos (principalmente en las ciudades), alrededor del 7%. Además, había comunidades más pequeñas de armenios, alemanes y otras nacionalidades. En 1931, la tasa de analfabetismo de la población del voivodato era del 23,1%, casi lo mismo que el promedio nacional y, al mismo tiempo, la más baja en las fronteras orientales de Polonia.

## Ubicación y área
El área del voivodato era 28 402 kilómetros cuadrados. Estaba ubicado en el sur de Polonia, limitando con Checoslovaquia hacia el sur, el voivodato de Cracovia al oeste, el voivodato de Lublin al norte y los voivodatos de Volinia, Stanisławów y Tarnopol al este. El paisaje era montañoso (en el norte) y montañoso (en el sur, a lo largo de la frontera checoslovaca, con numerosos balnearios ubicados allí, como Slawsko). El bosque cubría el 23.3% del área del voivodato (estadísticas del 1 de enero de 1937; con el promedio nacional del 22.2%).

## Ciudades y condados
Leópolis, la capital del voivodato, fue, con mucho, su ciudad más grande, con una población de 318 000 (a partir de 1939). También fue la ciudad más grande del sudeste de Polonia y la tercera ciudad más grande del país (después de Varsovia y Łódź), y antes de Cracovia (259 000). Otros centros importantes en el voivodato fueron: Przemyśl (en 1931 pob. 51 000), Borysław (pob. 41 500), Drohobycz (pob. 32 300), Rzeszów (pob. 27 000), Jarosław (pob. 22 200), Sambor (pob. 22 000 ), Sanok (pob. 14 300) y Gródek Jagielloński (pob. 12 900).

### Condados del voivodato

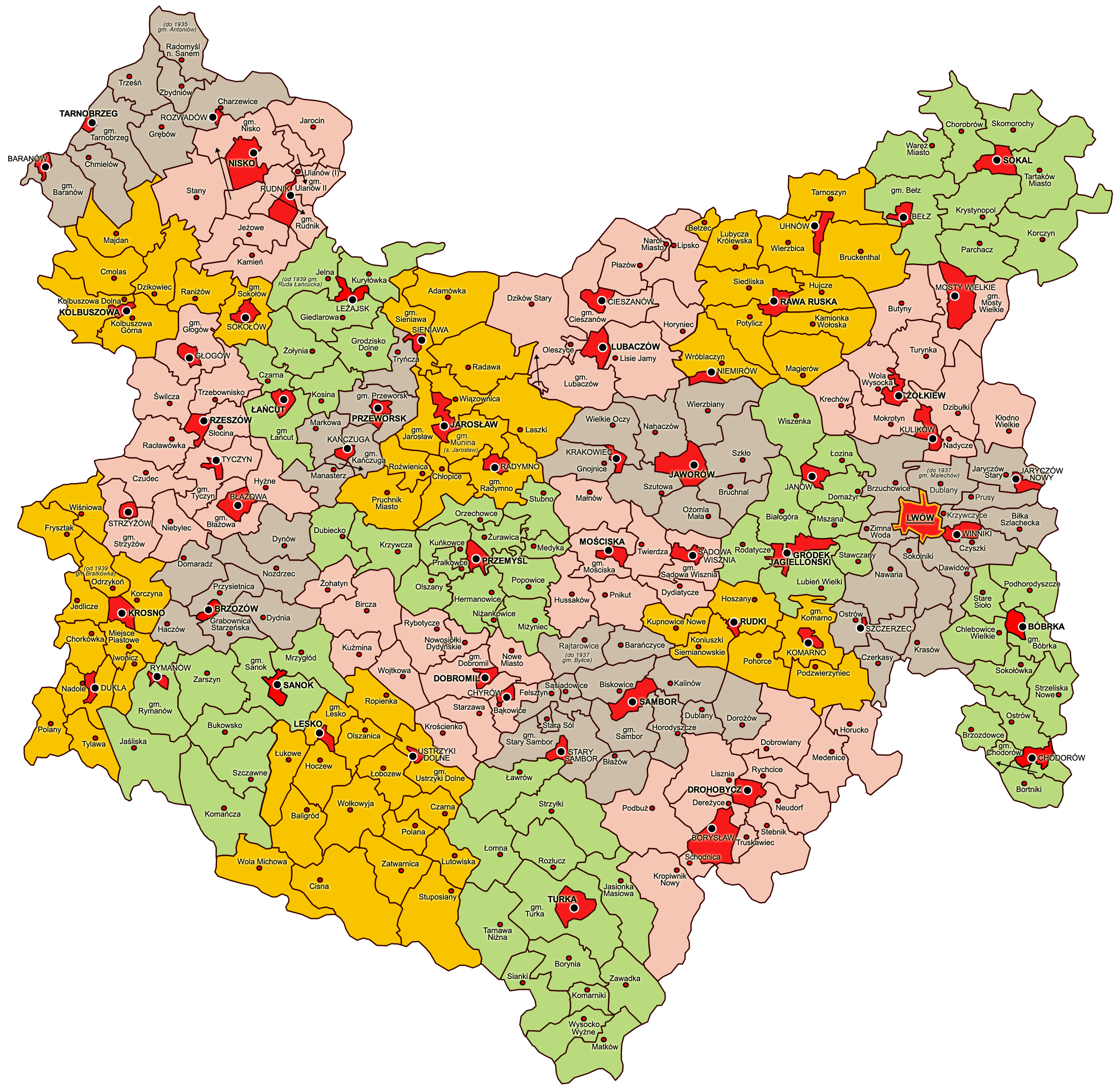
División administrativa del voivodato de Leópolis, 1938

- Bobrka (área 891 km² pob. 97 100),
- Brzozów (área 684 km² pob. 83 200),
- Dobromil (área 994 km² pob. 94 000),
- Drohobycz (área 1 499 km² pob. 194 400),
- Gródek Jagielloński (área 889 km² pob. 85 000),
- Jarosław (área 1 337 km² pob. 148 000),
- Jaworów (área 977 km² pob. 86 800),
- Kolbuszowa (área 873 km² pob. 69 600),
- Krosno (área 934 km² pob. 113 400),
- Lesko (área 1 832 km² pob. 111 600),
- Lubaczów (área 1 146 km² pob. 87 300),
- Ciudad de Lwów (área 67 km², pob. 312 200),
- Lwów (área 1 276 km² pob. 142 800),
- Łańcut (área 889 km² pob. 97 700),
- Mościska (área 755 km² pob. 89 500),
- Nisko (área 973 km² pob. 64 200),
- Przemyśl (área 1 002 km² pob. 162 500),
- Przeworsk (área 415 km² pob. 61 400),
- Rawa Ruska (área 1 401 km² pob. 122 100),
- Rudki (área 670 km² pob. 79 200),
- Rzeszów (área 1 270 km² pob. 185 100),
- Sambor (área 1 133 km² pob. 133 800),
- Sanok (área 1 282 km² pob. 114 200),
- Sokal (área 1 324 km² pob. 109 100),
- Tarnobrzeg (área 949 km² pob. 72 200),
- Turka (área 1 829 km² pob. 114 400),
- Żółkiew (área 1 111 km² pob. 95 500).

## Ferrocarriles e industria
La Polonia de entreguerras se dividió extraoficialmente en dos partes: Polonia "A" (mejor desarrollada) y Polonia "B" (menos desarrollada). El voivodato de Leópolis se encontraba en la línea fronteriza de estos, con dos centros principales: la ciudad de Leópolis y la región rica en petróleo del sur de Borysław y Drohobycz.
A partir de mediados de la década de 1930, el gobierno polaco decidió iniciar un proyecto masivo de obras públicas, conocido como Centralny Okreg Przemyslowy (COP). El proyecto cubrió los condados occidentales del voivodato, donde se construyeron varias fábricas (una fábrica de acero en la ciudad recién creada de Stalowa Wola, una fábrica de motores de aviones y artillería en Rzeszów, así como una fábrica de armamentos en Sanok). Este fue un gran impulso para las zonas rurales superpobladas, donde el desempleo era alto. El proyecto aún estaba incompleto al comienzo de la Segunda Guerra Mundial.
La red ferroviaria estaba bien desarrollada solo en el área de Leópolis, ya que la ciudad misma era un centro importante con hasta ocho líneas provenientes de ella. Aparte de esto, algunos condados (como Kolbuszowa, Brzozów o Jaworów) carecían de conexiones ferroviarias, mientras que otros (Lesko, Lubaczów, Rudki, Stary Sambor) estaban muy poco desarrollados. Otros centros ferroviarios fueron Rawa Ruska, Rzeszów, Rozwadów, Sambor, Drohobycz, Przeworsk, Chodorów y Przemyśl.
Para el 1 de enero de 1938, la longitud total de los ferrocarriles dentro de los límites del voivodato era de 1 534 kilómetros, que fue de 5.4 km por 100 km².

## Septiembre 1939 y sus consecuencias
Tras el pacto Molotov-Ribbentrop y la posterior ocupación ruso-alemana de Polonia, el voivodato fue dividido por los vencedores a fines de septiembre de 1939. La parte occidental del voivodato fue anexionada por Alemania y añadida al Gobierno General, mientras que la parte oriental (incluyendo la ciudad de Leópolis) se incorporó a la República Socialista Soviética de Ucrania. Después de julio de 1941, Leópolis y la parte oriental fueron ocupadas por Alemania y también se sumaron al Gobierno General; la administración clandestina polaca existió allí hasta agosto de 1944.
En 1945, cuando se establecieron las fronteras actuales de Polonia, la parte occidental del antiguo voivodato de Leópolis (al río San) se añadió al recién creado voivodato de Rzeszów; este territorio forma parte de Subcarpacia desde 1999.
La parte oriental restante se convirtió en el óblast de Leópolis de Ucrania.